# Jan Reginek
Jan Reginek (ur. 24 listopada 1879 w Dobrzeniu Wielkim koło Opola na pruskim Górnym Śląsku, zm. 1941 w KL Auschwitz) – śląski nauczyciel i polityk, doktor geologii, przewodniczący Rady Robotników i Żołnierzy w Raciborzu (1918), współzałożyciel Związku Górnoślązaków-Bund der Oberschlesier (1919), polski działacz plebiscytowy (1920–1921), kierownik Seminarium Nauczycielskiego w Tarnowskich Górach (1922–1928, radny gminy Golejów (dziś dzielnica Rybnika) od 1929 roku, więzień nazistowskiego obozu zagłady Auschwitz-Birkenau (1941).

## Początek biografii
W 1895 r. przeniósł się do Prudnika i wziął pod opiekę swego 8-letniego brata Tomasza. Podczas I wojny światowej (1914–1918) ukończył studia geologiczne w Szwajcarii, uwieńczone doktoratem. Jego kilkuletnie doświadczenie, zdobyte na terenie Szwajcarii, znacząco wpłynęło również na jego późniejsze polityczne poglądy. Po powrocie na Górny Śląsk, Reginek objął posadę nauczyciela w seminarium nauczycielskim w Raciborzu. Postawę polityczną obydwu braci ukształtował obóz umiarkowanych polskojęzycznych Górnoślązaków i górnośląskich Polaków, związanych z pismem „Katolik”, redagowanym przez Adama Napieralskiego niemiecka, katolicka partia Centrum (Zentrum), rywalizująca zarówno z protestanckimi Ślązakami-Niemcami, jak również z obozem polskim – Wojciecha Korfantego. W latach wrzenia rewolucyjnego, gdy władzę przejmowały rady robotnicze i żołnierskie Jan Reginek został przewodniczącym Rady Robotników i Żołnierzy w Raciborzu. 22 listopada 1918 roku uczestniczył w Konferencji Rad Górnośląskich, zorganizowanej w Gliwicach. I wojna światowa doprowadziła do wrzenia rewolucyjnego, którego efektem był upadek władających Rzeszą Niemiecką i Monarchią Austro-Węgierską dynastii Hohenzollernów i Habsburgów.

## Działalność niepodległościowa
Powstałe w wyniku traktatu pokojowego nowe państwa Rzeczpospolita Polska i Republika Czechosłowacji podniosły kwestię roszczeń terytorialnych do części ziem śląskich. Górnośląscy liderzy partii Centrum opowiedzieli się wówczas za autonomią Górnego Śląska w ramach Rzeszy Niemieckiej. Natomiast bracia Reginkowie, idąc za przykładem Józefa Kożdonia, postanowili wykorzystać nieokreśloną przyszłą przynależność polityczną Górnego Śląska i doprowadzić swą ojczyznę do niepodległości. Wspólnie z Ewaldem Lataczem z Wodzisławia 27 listopada 1918 roku utworzyli w Rybniku – tajny Komitet Górnośląski (Oberschlesische Komitee), który domagał się od Polski, Czechosłowacji i Niemiec przyznania Górnemu Śląskowi „samodzielnego stanowiska politycznego” i zagwarantowanie neutralności na wzór Szwajcarii i Belgii. Dzień wcześniej Ewald Latacz zorganizował w Katowicach spotkanie braci Reginków z przedstawicielami górnośląskich przemysłowców, popierających ideę niepodległości Górnego Śląska. Byli to najprawdopodobniej Pieler i Werner – dyrektorzy generalni zakładów Donnersmarcków i Schaffgotschów, co wskazuje na poparcie dla tej idei właścicieli tychże przedsiębiorstw.
2 grudnia bracia Tomasz i Jan Reginkowie oraz Ewald Latacz udali się do Pragi. Dla pozyskania protekcji tamtejszych polityków dla idei niepodległości Górnego Śląska, liderzy Komitetu Górnośląskiego (Oberschlesisches Kommitee) złożyli propozycję wymiany handlowej górnośląskiego węgla w zamian za czeską żywność. Jan Reginek przedstawił również pomysł objęcia niepodległej Republiki Górnośląskiej protektoratem Czechosłowacji oraz plany przyszłej wspólnej konwencji gospodarczej i wojskowej. Praskie władze zachowały postawę wyczekującą, deklarując poparcie wyłącznie w przypadku, gdy ideę tę zaakceptują państwa Ententy. Premier Karel Kramář obiecał równocześnie dowiedzieć się jakie jest stanowisko mocarstw alianckich w kwestii utworzenia niepodległego państwa górnośląskiego. W dniach 10 do 15 grudnia ponownie przebywała w Pradze delegacja Komitetu Górnośląskiego (Oberschlesisches Kommitee) – Jan Reginek i Fritz Wenske z Królewskiej Huty (dziś Chorzów) oraz nie wymieniony z nazwiska Polak, którym był najprawdopodobniej ks. Tomasz Reginek. Na spotkaniu z nimi premier Czechosłowacji – Karel Kramář stwierdził, że państwa Ententy biorą pod uwagę możliwość powstania niepodległej Republiki Górnośląskiej oraz wyraził poparcie Czechosłowacji dla takiej idei. Dodał także, iż w przypadku powstania na Górnym Śląsku niepodległego państwa, Czesi zrezygnują z roszczeń terytorialnych do powiatów: kozielskiego, raciborskiego, rybnickiego i pszczyńskiego. 16-21 grudnia Jan Reginek przebywał w Berlinie jako delegat rad robotniczych i żołnierskich powiatów raciborskiego, rybnickiego i pszczyńskiego. Podczas rozmów z przedstawicielami niemieckich władz państwowych postanowił skorzystać z okazji i zorientować się jaki mają oni stosunek do idei niepodległości Górnego Śląska. W strukturach rządowych Niemiec jedynie minister spraw zagranicznych Hugo Haase i podsekretarz stanu w ministerstwie spraw wewnętrznych Helmuth von Gerlach odnosili się życzliwie do niepodległościowych dążeń Górnoślązaków, natomiast pozostali byli im zdecydowanie przeciwni.
W styczniu roku 1919 Ewald Latacz oraz bracia Reginkowie utworzyli w Bytomiu – ponadpartyjny Związek Górnoślązaków-Bund der Oberschlesier, dążący do niepodległości Górnego Śląska. Jan Reginek był twórcą koncepcji ustrojowych państwa, którego utworzenia domagali się Górnoślązacy, czyli wielojęzycznej, neutralnej Republiki Górnośląskiej na wzór Konfederacji Szwajcarskiej i Królestwa Belgii, powstałej z ziem Rejencji Opolskiej (pruski Górny Śląsk i byłego Śląska Austriackiego, mającego bliskie powiązania gospodarcze z Czechosłowacją lub Polską. Wielojęzyczność, czyli równouprawnienie wszystkich dialektów śląskich gwarantowałoby jedno z zasadniczych praw obywatelskich: „Ze wszystkimi władzami wolno używać języków na Górnym Śląsku w używaniu będących”. Bez wątpienia na takie rozwiązania ustrojowe wpłynęły doświadczenia Reginka, który dostrzegał znaczne podobieństwa w sytuacji etniczno-językowej obydwu krajów: Górnego Śląska i Szwajcarii. Szkolnictwo miało odbywać się w zależności od woli rodziców w języku niemieckim, polskim lub obydwu jednocześnie. Utrakwistyczne nauczanie polsko-niemieckie miało być propagowane przez rząd oraz objęte protektoratem władz państwowych Republiki Górnośląskiej. Mimo że postulat utworzenia niepodległej Republiki Górnośląskiej, został umieszczony w statucie organizacji warunkowo („w przypadku odłączenia Górnego Śląska od Rzeszy Niemieckiej przez konferencję pokojową”), zgodnie z rozporządzeniem prezydenta Rejencji Opolskiej z 31 grudnia 1918 roku, został on uznany przez władze niemieckie za zdradę stanu. Niemcy ogłosili ustawę o stanie wyjątkowym, której paragraf 96 zabraniał publicznego poruszania sprawy niepodległości Górnego Śląska. Następnie zawiesili działalność Związku Górnoślązaków-Bund der Oberschlesier i dokonali aresztowań wśród jego członków. Do więzienia trafił m.in. Jan Reginek. Śląskich działaczy narodowych zwolniono razem z polskimi, dopiero wskutek amnestii ogłoszonej przez aliantów, którzy przejęli kontrolę nad pruskim Górnym Śląskiem po klęsce I powstania śląskiego, wywołanego przez POW w sierpniu roku 1919.

## Działalność propolska
Pod wpływem brata ks. Tomasza Reginka, który jesienią 1919, porzucił dążenia do niepodległości Górnego Śląska, Jan Reginek uczynił to samo. Głównym celem obydwu braci stała się teraz działalność na rzecz niepodzielności i autonomii Górnego Śląska w ramach państwowych Rzeczypospolitej Polskiej. Jednak koncepcje ustrojowe niepodległej Republiki Górnośląskiej, opublikowane na łamach „Der Bund-Związek” 23 kwietnia 1920 roku w tekście "Zasadnicze myśli do konstytucji wolnego Państwa Wielki Górny Śląsk", są najprawdopodobniej autorstwa Jana Reginka, co zdaje się sugerować, iż wystąpił on ze Związku Górnoślązaków-Bund der Oberschlesier dopiero późną wiosną roku 1920, a być może nawet sympatyzował z nim również później, oficjalnie należąc do obozu polskiego. W sierpniu roku 1920 „Der Bund-Związek” zakwestionował współudział braci Reginków w stworzeniu koncepcji niepodległości Górnego Śląska, gdyż niemiecka prasa zarzucała Związkowi Górnoślązaków-Bund der Oberschlesier, iż został stworzony przez obóz polski, podając jako dowód właśnie postawę braci Reginków. „Der Bund-Związek” odpierał ataki: „Jak najnowszy organ plebiscytowy „Oberschlesische Volksstimme” w nr. 197 z dnia 5-go sierpnia błędnie donosi, miała myśl utworzenia wolnego państwa górnośląskiego powstać w głowie obecnie wielkopolskiego agitatora ks. kapelana Reginka i jego brata dawniejszego nauczyciela w seminarium nauczycielskim w Raciborzu Reginka. Na to odpowiadam […] ruch, który wyszedł z Tarnowskich Gór był ruchem, który wyszedł ze strony niemieckiej, w przeciwieństwie do ruchu zapoczątkowanego przez przewodnika powstańców polskich Pronobisa tudzież popieranego przez polityka polskiego, Reginka (które oba niezależnie od siebie i bez styczności z nami dążyły do tego samego celu, usamodzielnienia Górnego Śląska)”.

## W województwie śląskim
Po podziale Górnego Śląska w roku 1922 obydwaj bracia Reginkowie mieszkali w granicach Województwa Śląskiego, które zgodnie z ich intencjami otrzymało administracyjną autonomię w granicach II Rzeczypospolitej. Jan Reginek objął posadę kierownika Seminarium Nauczycielskiego w Tarnowskich Górach. Po przejściu na emeryturę 15 września 1928 roku zamieszkał w Golejowie (dziś dzielnica Rybnika), gdzie w roku 1929 został radnym gminnym z ramienia Katolickiego Bloku Ludowego (koalicja chadecji, NPR i części endecji). Wprowadził się z żoną i córką do domu, wybudowanego na wzór dworku szlacheckiego i nazwanego „Villa Regina”. Po agresji III Rzeszy na Polskę we wrześniu 1939 roku, Jan Reginek, figurujący na liście polskich działaczy plebiscytowych, został aresztowany przez gestapo, a następnie osadzony w nazistowskim obozie zagłady KL Auschwitz-Birkenau, gdzie zginął w roku 1941. Jego nazwisko znajduje się obecnie na tablicy upamiętniającej ofiary tego obozu, znajdującej się w Jerozolimie.